# Batalha de Sasireti
A Batalha de Sasireti (em georgiano: სასირეთის ბრძოლა) foi travada em 1042 na vila de Sasireti, na moderna região de Ibéria Interior, não muito longe da cidade de Kaspi, durante a guerra civil no Reino da Geórgia. O exército do rei Pancrácio IV foi derrotado pelo senhor feudal rebelde Liparites IV, duque de Cldecari.

## Contexto e preparativos
Uma disputa entre Pancrácio IV e seu ex-general Liparites, um poderoso duque de Cldecari, irrompeu durante a campanha dos dois contra o Emirado de Tbilisi (1037–1040), governada na época por emires árabes. O rei, aconselhado pelos adversários de Liparites, firmou a paz com o emir Ali ibne Jafar, um inimigo jurado do duque em 1040. Como retaliação, o duque se revoltou e tentou colocar Demétrio, meio-irmão de Pancrácio, no trono. Porém, ele não conseguiu e aceitou uma paz com Pancrácio depois de receber o título de grão-duque de Ibéria em troca de seu filho, João, que foi mantido como refém na corte real. Logo Liparites se insurgiu novamente e, desta vez, pediu ajuda ao Império Bizantino. Apoiado por uma força bizantina e por um exército da Caquécia, Liparites conseguiu libertar o filho e novamente convidou Demétrio para tomar o trono, mas ele morreu logo depois.
O exército real comandado pelo rei Pancrácio recebeu apoio de um destacamento varegue de 1 000 homens, provavelmente parte da expedição do viquingue sueco Inguar, o Viajado. De acordo com uma antiga crônica georgiana, ela teria desembarcado em Bashi, um local perto da foz do rio Rioni na Geórgia ocidental.

## A Batalha
Os dois exércitos finalmente se encontraram perto da vila de Sasireti, na Geórgia oriental, na primavera de 1042. Depois de um difícil combate, o exército real foi derrotado e recuou para o oeste. Liparites tomou a importante fortaleza de Artanuji, efetivamente se tornando o monarca das províncias do sul e leste do reino. Derrotado, foi apenas em 1059 que Pancrácio IV conseguiu restaurar sua autoridade sobre seus domínios, forçando o duque renegado ao exílio em Constantinopla.